# Cerro Uemacho
Le cerro Uemacho est un sommet du bouclier guyanais situé dans l'État d'Amazonas au Venezuela, non loin de la frontière avec l'État voisin de Bolívar et le Brésil. Le río Fenete y prend sa source.